# Arthur O'Connell
Arthur Joseph O'Connell (født 29. marts 1908, død 18. maj 1981) var en amerikansk teater- og filmskuespiller. Han blev nomineret til en Oscar for bedste mandlige birolle for både Picnic (1955) og Et mord analyseres (1959). Han indspillede sin sidste film i The Hiding Place (1975), der skildrer en urmager, der gemmer jøder under 2. verdenskrig.